# Thyrocarpus sampsonii
Thyrocarpus sampsonii är en strävbladig växtart som beskrevs av Henry Fletcher Hance. Thyrocarpus sampsonii ingår i släktet Thyrocarpus och familjen strävbladiga växter. Inga underarter finns listade i Catalogue of Life.